# Nikołaj Nogowicyn
Nikołaj Giermanowjicz Nogowicyn (ros. Никола́й Германович Ногови́цын, ur. 7 stycznia 1948 w Prokopjewsku) – radziecki kombinator norweski, srebrny medalista mistrzostw świata.

## Kariera
Największy sukces w swojej karierze osiągnął już w swoim pierwszym starcie na dużej międzynarodowej imprezie. Miało to miejsce w 1970 roku, podczas mistrzostw świata w Wysokich Tatrach, gdzie zdobył srebrny medal. Po skokach zajmował szóste miejsce, jednak po tym jak na trasie biegu uzyskał drugi czas spośród wszystkich zawodników awansował na drugie miejsce w całych zawodach. Wyprzedził go tylko reprezentant Czechosłowacji Ladislav Rygl, a trzecie miejsce przypadło rodakowi Nogowicyna – Wiaczesławowi Driaginowi, który stracił do kolegi zaledwie 0,34 punktu.
Kolejny występ Nikołaja na zawodach tego kalibru nastąpił dopiero 1976 roku, podczas igrzysk olimpijskich w Innsbrucku. Na skoczni zajął szesnaste miejsce, jednak w biegu był trzeci i ostatecznie zajął szóstą pozycję, co było najlepszym wynikiem wśród radzieckich dwuboistów. Nogowicyn wystąpił także na mistrzostwach świata w Lahti w 1978 roku, gdzie był piętnasty.

## Osiągnięcia

### Igrzyska olimpijskie
| Miejsce | Dzień    | Rok  | Miejscowość | Konkurencja              | Wynik zwycięzcy | Strata     | Zwycięzca      |
| ------- | -------- | ---- | ----------- | ------------------------ | --------------- | ---------- | -------------- |
| 6.      | 9 lutego | 1976 | Innsbruck   | Indywidualnie K-90/15 km | 423,39 pkt      | -16,95 pkt | Ulrich Wehling |

### Mistrzostwa świata
| Miejsce | Dzień     | Rok  | Miejscowość   | Konkurencja              | Wynik zwycięzcy | Strata     | Zwycięzca      |
| ------- | --------- | ---- | ------------- | ------------------------ | --------------- | ---------- | -------------- |
| 2.      | 14 lutego | 1970 | Wysokie Tatry | Indywidualnie K-90/15 km | 410,50 pkt      | -3,14 pkt  | Ladislav Rygl  |
| 15.     | 20 lutego | 1978 | Lahti         | Indywidualnie K-90/15 km | 435,24 pkt      | -33,36 pkt | Konrad Winkler |